# Plurale tantum
Un plurale tantum (emprunté au latin au sens de « uniquement au pluriel ») se dit d'un nom qui n'existe qu'au pluriel, ou qui est très rare au singulier. 
Par exemple, en français des lunettes serait un plurale tantum parce qu'on ne dit pas une lunette (le singulier ne désignant pas le même objet). Il est de même pour les armoiries, les ciseaux, les fiançailles, les ténèbres ou les gens.

## Exemples dans d'autres langues
- allemand : Eltern « parents », Ferien « vacances », Kosten « coût », Leute « gens »
- anglais: clothes « vêtements », trousers ou pants « pantalon ».
- espagnol : pantalones « pantalon ».
- latin : divitiæ « les biens, les richesses ».
- néerlandais : hersenen « cerveau ».
- russe : деньги « argent » ; сутки, « période de 24 heures ».
- suédois : inälvor « intestins ».
- berbère (Maroc oriental) : timẓin « orge »[1].
- finnois : kasvot « visage ».
- islandais : dyr « porte ».
- lituanien : javaĩ « céréale ».
- hébreu : מים « eau »,  שמים « ciel, cieux ».
- italien: forbici « ciseaux », occhiali « lunettes ».
- kiswahili: mavuno « récolte ».